# La primera noche de mi vida
La primera noche de mi vida es una película española dirigida en 1998 por Miguel Albaladejo en base a un guion escrito por él mismo con la escritora Elvira Lindo y protagonizada por Emilio Gutiérrez Caba, Adriana Ozores, Mariola Fuentes, y Leonor Watling.

## Sinopsis
La Nochevieja de 1999, un grupo de personas ven trastornados los planes que habían hecho para pasar la noche, debido a hechos imprevistos y contratiempos de muy diferente naturaleza. Manuel y Paloma son una pareja que espera su primer hijo y han quedado para ir a cenar a casa de los padres de ella. Como no tienen coche, ha tomado una camioneta a pesar de que el suegro se ha empeñado en ir a recogerlos y se inicia un lío.

## Premios
- Medalla del Círculo de Escritores Cinematográficos al mejor guion original (1998)[1]
- Goya al mejor director novel (nominación).[2]
- Festival de Málaga (mejor película y premio del público).

## Reparto
| Intérprete              | Personaje            |
| ----------------------- | -------------------- |
| Leonor Watling          | Paloma               |
| Juanjo Martínez         | Manuel               |
| Carlos Fuentes          | Johnny               |
| Roberto Hernández       | Litri                |
| Emilio Gutiérrez Caba   | Padre de Paloma      |
| Mariola Fuentes         | Jasmina              |
| Anna Lizaran            | Madre de Joselito    |
| Íñigo Garcés            | Joselito             |
| Chema de Miguel         | Mendigo              |
| Carlos de Gabriel       | Conejo               |
| Mario Arias             | Gamba                |
| Manuel Zarzo            | Taxista              |
| María José Alfonso      | Mujer taxista        |
| Adriana Ozores          | Adri                 |
| Antonia San Juan        | Toñi                 |
| Elvira Lindo            | Cardona              |
| Geli Albaladejo         | Benítez              |
| Tony Fabre              | Rainer               |
| Elba Lopez              | Margarethe           |
| Andrés Lima             | Policía 1            |
| Jose Antonio Albadalejo | Policía 2            |
| Julio Martínez Damil    | Conductor            |
| Antonio Muñoz Molina    | Antonio Muñoz Molina |
| Belinda Washington      | Belinda Washington   |